# Tepetlán
Tepetlán es una localidad del estado mexicano de Veracruz. Es cabecera del municipio de Tepetlán.
Esta localidad es mencionada en el Códice de Chiconquiaco  como uno de los pueblos vecinos: Naolingo, Colipa, Mizantla, Chapultepec y San Antonio Tepetlan. 

## Demografía
| Censo | Población |
| ----- | --------- |
| 1900  | 1428      |
| 1910  | 903       |
| 1921  | 1040      |
| 1930  | 999       |
| 1940  | 696       |
| 1950  | 859       |
| 1960  | 936       |
| 1970  | 789       |
| 1980  | 1152      |
| 1990  | 1585      |
| 1995  | 1667      |
| 2000  | 1879      |
| 2005  | 1956      |
| 2010  | 2086      |
| 2020  | 1533      |